# Colchester United Football Club
El Colchester United Football Club es un club de fútbol  de Inglaterra, de la ciudad de Colchester en Essex. Fue fundado en 1937 y juega en la Football League Two.

## Uniforme
- Uniforme titular: Camiseta azul con franjas verticales azules y blancas, pantalón azul y medias blancas.
- Uniforme alternativo: Camiseta amarilla, pantalón azul y medias azules.

## Entrenadores del club
Todos los entrenadores en la historia del club:
| - Ted Davis - Syd Fieldus - Ted Fenton - Jimmy Allen - Jack Butler - Benny Fenton - Neil Franklin - Dick Graham - Dennis Mochan - Jim Smith - Bobby Roberts - Allan Hunter |  | - Cyril Lea - Mike Walker - Roger Brown - Steve Foley - Jock Wallace - Steve Foley - Mick Mills - Ian Atkins - Roy McDonough - George Burley - Dale Roberts - Steve Wignall |  | - Steve Whitton - Mick Wadsworth - Steve Whitton - Geraint Williams - Phil Parkinson - Geraint Williams - Kit Symons - Paul Lambert - Aidy Boothroyd - John Ward - Joe Dunne - Tony Humes |  | - Kevin Keen - John McGreal - Steve Ball - Hayden Mullins - Wayne Brown - Matt Bloomfield - Ben Garner |

## Palmarés

### Torneos nacionales
- Watney Cup (1): 1971
- FA Trophy (1): 1991-92

## Rivalidades
Su máximo rival es el Southend United.